# Я крокую по Москві
«Я кроку́ю по Москві» (рос. Я шагаю по Москве) — фільм радянського кінорежисера Георгія Данелії.
Прем'єри фільму відбулися в: СРСР (11 квітня 1964 року), Данія (8 червня 1964 року), Фінляндія (11 вересня 1964 року), Швеція (28 квітня 1965 року), США (2 травня 1966 року, Нью-Йорк), Австралія (20 травня 1967 року, міжнародний кінофестиваль в Аделаіді), Чехія (24 січня 2003 року, міжнародний кінофестиваль «Фабіо-Фест» у Празі).

## Сюжет
Фільм починається з невеликої сцени-епіграфа в московському аеропорті. Молодий хлопець Володя звертає увагу на дівчину, що танцює, наспівуючи мотив бою курантів, й починає розмову:
- Відлітаєш чи прилетіла? — Зустрічаю. — Кого? — Чоловіка. — Щасливі, кого зустрічають. — Одружишся, і тебе будуть зустрічати. — І у вас усе добре? — Дуже добре. — Але ж так не буває. — А ось буває, так буває.
Володя працює монтажником у Сибіру, в Москві він проїздом — його невелика оповідь, опублікована в журналі «Юність» викликала інтерес у письменника Ворона, який і запросив Володю на важливу розмову. У метро він знайомиться з Миколою — молодим збитошним хлопцем, який повертався з нічної зміни. Володя збирається зупинитися у своїх друзів, але не знає точно, де міститься потрібний провулок, Микола пропонує його проводити.
На Чистопрудному бульварі Володю кусає залишений без нагляду собака. Коля запрошує Володю додому, щоб зашити порвані штани, знайомить його з родиною. Незабаром виявляється, що знайомі Володі поїхали з Москви на літо, Володя залишає речі у Миколи і йде у справах.
Залишившись удома один, Микола сподівається виспатися, але несподівано до нього приходить друг Саша, якого забирають в армію. Саша просить Колю піти з ним у військкомат, щоб отримати відстрочку від призову у зв'язку з тим, що Саша сьогодні одружується зі Світланою. Після військкомату друзі йдуть у ГУМ, щоб вибрати нареченому новий піджак. Там вони зустрічають Володю, що якраз придбав собі новий костюм, і Микола пропонує замість піджака купити нареченій подарунок. Вони йдуть у магазин платівок, де працює його знайома Олена …

## Актори
- Олексій Локтєв — Володимир Єрмаков, молодий робітник з Качинська, що опинився проїздом у Москві, і який випадково знайомиться з Миколою та Оленою
- Микита Михалков — Микола, молодий, веселий, галасливий, товариський робітник-метробудівець
- Галина Польських — Олена, продавчиня в магазині грамплатівок
- Євген Стеблов — Саша Шаталов, Миколин друг, якого хочуть забрати до армії
- Ірина Тітова — Світлана, наречена Саші Шаталова
- Ірина Мірошниченко — Катерина, Миколина сестра
- Любов Соколова — Миколина мама
- Аркадій Смирнов — Воронов Олексій Петрович, письменник
- Олена Мельникова — бабуся Миколина
- Володимир Басов — полотер у письменника
- Ролан Биков — «загіпнотизований» перехожий
- Валентина Ананьїна — продавчиня морозива
- Вероніка Васильєва — конферансьє на конкурсі малюнків
- Інна Чурикова — дівчина на конкурсі, яка виграла півня в клітці
- Ірина Скобцева — Надія, дама з парасолькою
- Марія Виноградова — власниця собаки
- Геннадій Ялович — екскурсовод на Краснім майдані
- Валентин Смирнитський — військовик-покупець у відділі грамплатівок
- Алевтина Румянцева — чергова на станції метро
- Данута Столярська — Аня, дружина брата Миколиного
- Борис Баланкін — таксист
- Борис Битюков — Петрович, батько Оленин
- Віктор Волков — доминошник
- Петро Должанов — перехожий у Чистих ставків
- Лев Дуров — міліціонер у відділку
- Арина Алейникова — танцююча на аеродромі
- Ігор Боголюбов — військовий комісар
- Георгій Данелія — чистильник взуття
- Вадим Шилов — збирач в метро
- Олег Видов — хлопець на велосипеді (з парасолькою)
- Володимир Шурупів — Віктор, брат Миколин з двома дітьми
- Євген Казаков — приятель Петровича
- Ганна Павлова — Ангеліна Петрівна, секретар у військкоматі
- Зоя Русина — старенький покупець платівок
- Г. Гуськов — працівник скляного кафе
- С. Бесєдіна — дівчина під дощем
- Костянтин Новиков — виконроб
- Віктор Шкурин — шахрай
- Уно Масаакі — японець у таксі
- Ельза Леждей — в епізоді
- Володимир Бабенко — в епізоді
- Н. Ліхобабіна — в епізоді
- В. Сороковов — в епізоді

## Нагороди
- Переможець Канського кінофестивалю в категорії: «Особлива згадка стрічок молодих режисерів» за фільм «Я простую Москвою» (1963)
- Приз за операторську роботу й диплом ВЛКСМ Леніградського кінофестивалю (Вадим Юсов, 1964 рік)
- Перша премія на конкурсі фільмів на Конгресі УНІАТЕК (Мілан, 1964 рік)
- Спеціальна премія Міжнародного кіноогляду «Капітолійський Юпітер» за участь у найліпшій програмі (Рим, 1966 рік).
- Премія за операторську роботу (Вадим Юсов) на кінофестивалі трудящих у Чехословаччині.